# Campionati europei di 470 1989
I Campionati europei di 470 1989 si sono svolti a Balatonfüred, in Ungheria, dal 21 al 29 settembre 1989.

## Podi
| Evento        | Oro                                           | Argento                                     | Bronzo                                        |
| 470 Open      | Italia Sandro Montefusco Paolo Montefusco     | Germania Ovest Wolfgang Hunger Rolf Schmidt | Francia Jean-François Berthet Gwenaël Berthet |
| 470 Femminile | Germania Est Peggy Hardwiger Christina Pinnow | Germania Est Suzanne Theel Wibke Buelle     | Finlandia Bettina Lemström Annika Mannström   |

## Medagliere
| Posiz. | Nazione        | Oro | Argento | Bronzo | Totale |
| ------ | -------------- | --- | ------- | ------ | ------ |
| 1      | Germania Est   | 1   | 1       | 0      | 2      |
| 2      | Italia         | 1   | 0       | 0      | 1      |
| 3      | Germania Ovest | 0   | 1       | 1      | 2      |
| 4      | Finlandia      | 0   | 0       | 1      | 1      |
| Totale | Totale         | 2   | 2       | 2      | 6      |